# Campionati italiani di triathlon lungo del 1995
I Campionati italiani di triathlon lungo del 1995 sono stati organizzati dalla Federazione Italiana Triathlon e si sono tenuti a Marina di Campo in Toscana, in data 8 ottobre 1995.
Tra gli uomini ha vinto Fabrizio Ferraresi (Triathlon Team Arona), mentre la gara femminile è andata a Mirella Gandellini (Zeppelin Triathlon Team).

## Risultati

### Élite uomini
| Pos. | Atleta                | Società sportiva         | Nuoto    | Bici     | Corsa    | Totale   |
| ---- | --------------------- | ------------------------ | -------- | -------- | -------- | -------- |
|      | Fabrizio Ferraresi    | Triathlon Team Arona     | 00:54:13 | 03:18:08 | 01:58:58 | 06:11:19 |
|      | Massimo Guadagni      | Padova Triathlon         | 00:58:44 | 03:31:52 | 01:53:22 | 06:23:58 |
|      | Gianfranco Coppa      | Lazio Triathlon          | 01:02:17 | 03:31:39 | 01:56:05 | 06:30:01 |
| 4    | Marco Damiani         | Galileo Triathlon        | 01:00:26 | 03:28:50 | 02:02:37 | 06:31:53 |
| 5    | Vincenzo Pellegrino   | Centro Nuoto Torino      | 00:53:39 | 03:33:26 | 02:10:14 | 06:37:19 |
| 6    | Andreas Casotti       | Läufer Club Bozen        | 00:59:05 | 03:25:10 | 02:13:17 | 06:37:32 |
| 7    | Giovanni Bertagnin    | Forze Armate Triathlon   | 01:11:43 | 03:27:35 | 02:04:18 | 06:43:36 |
| 8    | Roberto Travenzoli    | IDM Pesaro               | 01:04:07 | 03:30:40 | 02:09:29 | 06:44:16 |
| 9    | Vittorio Micotti      | Triathlon Team Arona     | 01:04:10 | 03:29:36 | 02:12:13 | 06:45:59 |
| 10   | Stefan Fink           | Läufer Club Bozen        | 01:04:36 | 03:34:40 | 02:15:11 | 06:54:27 |
| 11   | Giuseppe Vergani      | Triathlon Team Brianza   | 00:54:40 | 03:40:18 | 02:23:08 | 06:58:06 |
| 12   | Andrea Zini           | Toscana Triathlon Team   | 01:04:26 | 03:38:31 | 02:17:45 | 07:00:42 |
| 13   | Wilson Vacchi         | Arcoveggio               | 01:05:28 | 03:34:18 | 02:22:44 | 07:02:30 |
| 14   | Luigi Bacco           | Happidea Triathlon       | 01:04:54 | 03:32:55 | 02:26:04 | 07:03:53 |
| 15   | Pierfrancesco Panunzi | Forze Armate Triathlon   | 01:02:56 | 03:44:10 | 02:17:22 | 07:04:28 |
| 16   | Claudio Brazzarola    | Road Runners Club Milano | 01:18:49 | 03:41:41 | 02:04:08 | 07:04:38 |
| 17   | Ilario Lodi           | Arcoveggio               | 01:07:13 | 03:35:44 | 02:22:33 | 07:05:30 |
| 18   | Giuseppe Principe     | Triathlon Team Arona     | 00:59:08 | 03:40:48 | 02:25:59 | 07:05:55 |
| 19   | Angelo Meriggi        | Agorà                    | 01:03:12 | 03:35:03 | 02:28:05 | 07:06:20 |
| 20   | Carlo Babini          | Romagna Triathlon        | 01:07:51 | 03:41:27 | 02:17:21 | 07:06:39 |

### Élite donne
| Pos. | Atleta                | Società sportiva        | Nuoto    | Bici     | Corsa    | Totale   |
| ---- | --------------------- | ----------------------- | -------- | -------- | -------- | -------- |
|      | Mirella Gandellini    | Zeppelin Triathlon Team | 01:07:21 | 03:46:38 | 02:15:59 | 07:09:58 |
|      | Daniela Locarno       | Silca Ultralite         | 01:03:11 | 03:44:32 | 02:41:56 | 07:29:39 |
|      | Claudia Casola        | All Stars Napoli        | 01:17:47 | 04:16:35 | 03:02:15 | 08:36:37 |
| 4    | Silvia Boschero       | Atletica Drago          | 01:32:52 | 04:21:17 | 02:54:44 | 08:48:53 |
| 5    | Margherita Bertoletti | Torino Triathlon        | 01:10:45 | 05:06:45 | 03:05:25 | 09:22:55 |